# Polsterpfeife
Eine Polsterpfeife ist ein physikalisches Modell zur Erklärung von akustischen Schwingungen, wenn beim Anblasen einer offenen Röhre geeigneter Größe die menschlichen Lippen in Schwingung versetzt werden – die Bezeichnung Polsterpfeife abstrahiert die Lippen als Polster.
Musikinstrumente dieser Gattung sind die einzigen, deren Tonerzeuger ein menschliches Organ ist. Solche Instrumente heißen Blechblasinstrumente, auch wenn sie aus anderen Materialien, wie z. B. Holz,  hergestellt werden (Alphorn, Didgeridoo, Zink). Das verwendete Material spielt keine Rolle, da es keine funktionell bedeutsame Eigenschwingung ausführt.

## Funktionsweise

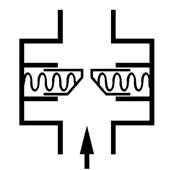
Prinzipskizze für die Funktion einer Polsterpfeife

Eine grundlegende Funktion der Polsterpfeife ist der Bernoulli-Effekt. Die verschlossenen, seitwärts angespannten Lippen (=  Polster). werden durch den erzeugten Lungenluftdruck geöffnet. Die Druckdifferenz inner- und außerhalb des Lippenbereichs wird damit schlagartig ausgeglichen. Durch die nunmehr zwischen den Lippen beschleunigt strömende Luft entsteht hier ein Unterdruck, der wieder zum Lippenverschluss führt (Bernoulli-Kraft). Diese werden aber durch den gleichbleibenden Anblas-Luftdruck sofort wieder gesprengt usw. Das Schwingen (Buzzing) ergibt sich also aus der Kombination von Anblasdruck und Lippenspannung, nicht jedoch, wie gelegentlich angenommen, aus einer gleichfrequenten Anregung der Lippenmuskeln durch Nervenimpulse.

## Die Polsterpfeife als Modell für die menschliche Stimme
Die Polsterpfeife gilt als stark vereinfachtes Modell für die menschliche Stimme. Dabei bilden die Stimmlippen die Polster. Umfangreiche Untersuchungen mit Hilfe einer speziellen Polsterpfeife zu Anblasdruck und Tonhöhe wurden von Wethlo seit 1913 durchgeführt. Eine Wethlo'sche Polsterpfeife wurde jüngst wiedergefunden und restauriert. Hoffmann konnte sie mit einem Pharynx-Modell koppeln und damit artikulierte, stimmähnliche Laute erzeugen. Moderne Vorstellungen zur Funktion der Stimme gehen weiterhin als myoelastisch-aerodynamische Theorie der Lauterzeugung von polsterpfeifenähnlicher Funktion aus, wobei allerdings mit sehr komplexen Mehrmassenmodellen anstelle einfacher Polster gearbeitet wird. (Siehe dazu auch Artikel Glottis).

## Die Polsterpfeife als Modell für Blechblasinstrumente

Lippenschwingungsperiode

Beim Spiel von Blechblasinstrumenten öffnen und schließen sich die Lippen nach obigem Prinzip. Wie bei der menschlichen Stimme öffnen und schließen sich die Lippen entsprechend der gespielten Tonhöhe, beispielsweise beim Spielen des c3 auf der Trompete rund 1000 mal pro Sekunde.
Diese vertikale Schwingung ist aber nur ein Teil der komplexen dreidimensionalen Schwingung der Lippen. Insbesondere bei tieferen Tönen sind auch die ein- und auswärts gerichteten Schwingungen der Lippen wesentlich an der Tonerzeugung beteiligt.